# Johan Zelander
Johan Zelander, född 1753, död 18 februari 1814 i Stockholm, var en svensk dekorationsmålare.
Zelander var gift första gången 1782 med Anna Catharina Åkerberg och andra gången med Maria Catharina Bodin och far till konstnären Per Zelander. Han var huvudsakligen verksam som hantverksmålare och var ålderman i Stockholms målarämbete. Enligt bevarade räkenskapspapper framgår att han utnämndes till dekorationsmålare vid Kungliga teatern 1780 och tillsammans med Johan Gottlob Brusell till förste dekorationsmålare 1787. Det var troligen Zelander som bearbetade Desprez skisser till Kellgrens Aeneas i Kartago som uppfördes 1799. Samtidigt med sin kollega Jakob Mörck blev han deputerad i Conterfeije och målareembetet 1783. 